# Thereva concavifrons
Thereva concavifrons är en tvåvingeart som beskrevs av Krober 1914. Thereva concavifrons ingår i släktet Thereva och familjen stilettflugor.
Artens utbredningsområde är New Mexico. Inga underarter finns listade i Catalogue of Life.